# Juicio de Milch

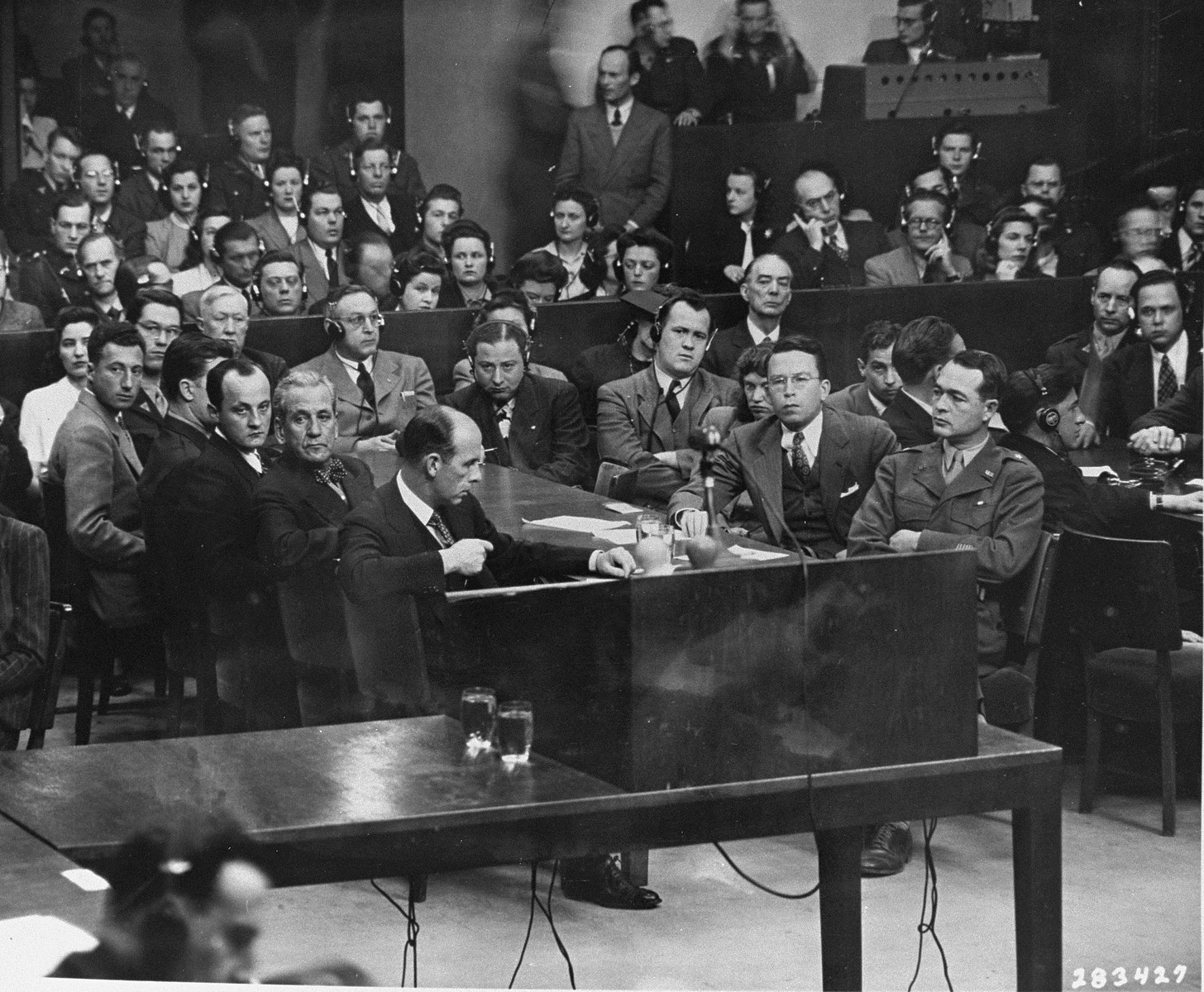
El equipo de la fiscalía en el juicio Milch. Delante a la derecha, Telford Taylor (abogado principal). Del otro lado de la mesa, Clark Denney (abogado litigante principal). Inmediatamente a la derecha de Taylor, Henry T. King (abogado asistente).

El juicio de Milch (oficialmente, The United States of America vs. Erhard Milch) fue el segundo de doce juicios por crímenes de guerra que las autoridades estadounidenses llevaron a cabo en Núremberg, en la zona de ocupación en Alemania, al final de la Segunda Guerra Mundial. 
Estos doce juicios se celebraron ante tribunales militares estadounidenses y no ante el Tribunal Militar Internacional, aunque tuvieron lugar en las mismas salas en el Palacio de Justicia de Núremberg. Los doce juicios estadounidenses son conocidos en conjunto como los Juicios de Núremberg posteriores o, formalmente, como los juicios de criminales de guerra ante los tribunales militares de Núremberg.

## Jueces
El tribunal estaba formado por los siguientes jueces estadounidenses:
- Presidente: Robert M. Toms, juez de la corte de apelación de Detroit, Míchigan.
- Fitzroi D. Phillips, juez en el Estado de Carolina del Norte.
- Michael A. Musmanno, juez en Pittsburgh, Pensilvania.
- John J. Speight, juez en Alabama.

## Cargos
En el juicio de Milch, el ex mariscal de campo de la Luftwaffe Erhard Milch fue acusado de haber cometido crímenes de guerra y crímenes contra la humanidad. La acusación fue presentada el 14 de noviembre de 1946. Los cargos contra Milch fueron resumidos por Michael Musmanno (uno de los jueces del tribunal) como sigue:
1. Erhard Milch es acusado de haber cometido crímenes de guerra, como principal ejecutor y como cómplice, en empresas que involucraban mano de obra esclava y de haber participado voluntariamente y a sabiendas en empresas que utilizaban prisioneros de guerra en operaciones bélicas contrarias a la convención internacional y las leyes y costumbres de guerra.
2. El reo es acusado de haber participado a sabiendas en crímenes de guerra, como principal ejecutor y como cómplice, en empresas que incluían experimentos médicos fatales a personas sin su consentimiento.
3. El reo es acusado de tener responsabilidad en el trabajo esclavo y en los experimentos médicos fatales, de la misma manera como se indica en los primeros dos cargos, excepto que en este caso las supuestas víctimas son nacionales alemanas y nacionales de otros países.

Milch se declaró «no culpable» en todos los cargos el 20 de diciembre de 1946. El juicio duró hasta del 2 de enero al 17 de abril de 1947. El tribunal encontró a Milch culpable en los cargos 1 y 3, pero lo absolvió del cargo 2. El 17 de abril de 1947, Milch fue sentenciado a cadena perpetua en la prisión Rebdorf, cerca de Múnich. La sentencia fue conmutada por John J. McCloy, Alto Comisionado en Alemania, por 15 años de prisión 1951. Milch fue puesto en libertad condicional en junio de 1954.

## Posguerra

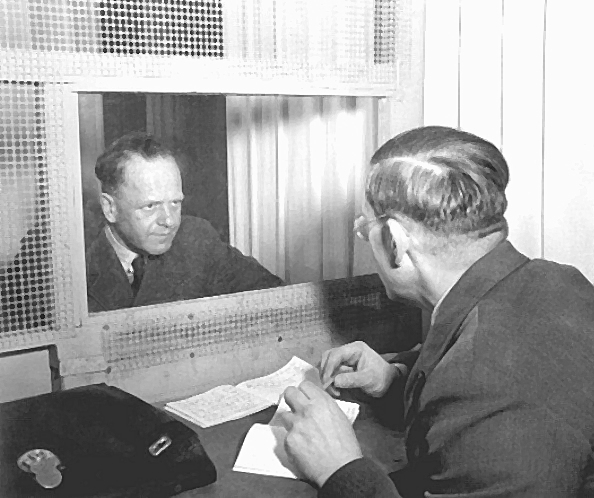
Erhard Milch (a la izquierda) con su hermano Dr. Werner Milch en el cuarto de visitas en el Tribunal Militar Internacional en Núremberg.

Durante su encarcelamiento, Milch solicitó permiso para presentar un recurso de habeas corpus ante la Corte Suprema de Estados Unidos. El tribunal denegó la autorización por motivos jurisdiccionales.
En 1951, John McCloy revisó el caso de Milch, quien se encontraba encarcelado en la prisión de Landsberg, y redujo su condena a 15 años de prisión. Finalmente, Milch fue liberado antes de lo previsto: en 1954. Más tarde, encontró trabajó como consultor industrial y falleció en 1972.